# Ядранка Владова
Ядранка Владова (мак. Јадранка Владова, 20 квітня 1956, Скоп'є — 11 грудня 2004, Скоп'є) — професор македонського університету, письменник, критик, антолог, перекладач і редактор підручників.

## Біографія
Владова народилася в Скоп'є 20 квітня 1956 року . На філологічному факультеті в Скоп'є викладала предмети "світова література та дитяча література". Автор книг: «Скарбо в моєму дворі» (1986); Водяний знак, (1990); Вигадуючи світ, (1991); Мій друг А. (1992); Дівчина з двома іменами (1993 і 2001); «Магія слова» (1994); «Дзеркало за дзеркалом» (1999); Діти, як я (у співавторстві з фотографом Володимиром Тодоровим), 2000 (македонська версія видання ЮНІСЕФ – Діти, як я); Будинок, (2001); Підручник з македонської мови для 1-го курсу середньої школи (ПЕКСНАС), 1997; Македонсько-чеський словник (з групою чеських співавторів), 1998; Основи демократії для першого класу (2000); Підхід до ліричної пісні для початкової школи (2000); Хрестоматія для п’ятого класу (2001); Македонська мова і література для V класу (2001); Македонська мова і література для VI класу (2001); Дитяча література (2001); Mein Freund A., 2001 (німецький переклад: Барбара Утевська та Ана Корженська) Переклади: Борис Білетич: Чоловічий крик (переклад з хорватської), 1987; Рісто Ячев: В'язень темряви (сербська версія), 1996; Йордан Радичков: Ми, горобці (переклад з болгарської), 2000 і 2001. 
Померла в Скоп'є 11 грудня 2004 року.